# أندي
أندرانيك مددیان (بالفارسية: آندرانیک مددیان); (بالأرمنية: Անդրանիկ Մադադյան)‏ المعروفة باسم أندي هو مغني وكاتب أغاني وممثل أمريكي-إيراني، ولد في 22 أبريل 1958 في إيران.

## وصلات خارجية
- أندي على موقع IMDb (الإنجليزية)
- أندي على موقع ميوزك برينز (الإنجليزية)
- أندي على موقع أول ميوزيك (الإنجليزية)
- أندي على موقع ديسكوغز (الإنجليزية)